# 哀川譲
哀川 譲（あいかわ じょう、1988年 - ）は日本の男性ライトノベル作家。岩手県出身。アミューズメントメディア総合学院東京校ノベルス学科卒業。
第16回電撃小説大賞にて最終選考に残った『俺と彼女が魔王と勇者で生徒会長』でライトノベル作家としてデビュー。しかし、同作は『バカとテストと召喚獣』（ファミ通文庫）などからの盗作が発覚し、回収措置が取られることとなった。

## 盗作騒動
『俺と彼女が魔王と勇者で生徒会長』発売後、一部読者の間で『バカとテストと召喚獣』などの文章表現を哀川が盗用しているのではないかと話題になった。2010年6月8日に出版元の電撃文庫並びに哀川本人が盗用の事実を認め、同作は絶版・回収措置が取られることが発表された。譲は「プロ作家としての意識の低さ、認識の甘さを深く反省しています」と謝罪した。また、2010年6月10日発売の「電撃文庫MAGAZINE」Vol.14での短編の掲載は取りやめとなった。

## その後の活動
「映画秘宝」2010年9月号「封印作品クロニクル」にて「ペンネームを変えて再デビューを予定している」と掲載された。そして、2013年1月に電撃文庫から哀川譲名義で『正義の味方の味方の味方』（イラスト/さくやついたち）が出版された。不祥事を起こした者が、ペンネームを変えずに古巣に復帰するという異例の事態になったが、作品リストに盗作騒動となった『俺と彼女が魔王と勇者で生徒会長』は掲載されておらず、あとがきでは関係者などへの謝辞は述べたものの盗作騒動や復帰のことに直接は触れていない。
哀川は2015年に『魔界貴族のなつやすみ』を発表して以降現在まで小説家としての活動はしていない。

## 作品リスト
電撃文庫
- 『俺と彼女が魔王と勇者で生徒会長』 2010年5月10日初版 ISBN 978-4-04-868548-1（出版元により絶版・回収）
- 『正義の味方の味方の味方』 2013年1月10日初版 ISBN 978-4-04-891267-9 からの全3巻
- 『魔法少女試験小隊』2013年12月10日初版 ISBN 978-4-04-866195-9
- 『モンストラクター やればできる人外娘の調教指導』 2014年8月9日初版 ISBN 978-4-04-866829-3
- 『魔界貴族のなつやすみ』 2015年7月10日初版 ISBN 978-4-04-865247-6